# Perthshire
Perthshire (Gàidhlig: Siorrachd Pheairt) is een traditioneel graafschap (county) in het midden van Schotland. 
De hoofdplaats is Perth. Perthshire heeft een oppervlakte van 5300 km² en strekt zich uit van Strathmore in het oosten, tot de pas van Drumochter in het noorden, Rannoch Moor en Ben Lui in het westen, en Aberfoyle in het zuiden. 
Perthshire staat bekend als de "big county". Het landschap is afwisselend, variërend van valleien met landbouw in het oosten tot hoge bergen in het zuidelijk deel van de Highlands. 
Bij de bestuurlijke herindeling van 1974 werd een deel van het oorspronkelijke gebied - West Perthshire - ondergebracht bij Stirlingshire. Sinds 1996 is het gebied verdeeld over drie raadsgebieden: Clackmannanshire, Perth and Kinross en Stirling. Voor postadressen, kadaster en geografische doeleinden in het algemeen gelden echter nog steeds de oude grenzen. 
Ook woont J.K. Rowling er, de schrijfster van de verhalen over Harry Potter.